# Honkin' on Bobo
| Recensione | Giudizio |
| ---------- | -------- |
| AllMusic   | [ 1 ]    |

Honkin' on Bobo è il quattordicesimo album del gruppo statunitense Aerosmith, pubblicato il 30 marzo 2004 dall'etichetta Columbia Records.

## Il disco
Tutte le tracce, eccetto The Grind, sono cover di brani di altri autori di genere blues e blues rock.
L'album ottenne un disco d'oro l'11 maggio 2004.

## Tracce
1. Road Runner – 3:46 (Bo Diddley)
2. Shame, Shame, Shame – 2:15 (Ruby Fisher, Kenyon Hopkins)
3. Eyesight to the Blind – 3:10 (Sonny Boy Williamson II)
4. Baby, Please Don't Go – 3:24 (Big Joe Williams)
5. Never Loved a Girl – 3:12 (Ronny Shannon)
6. Back Back Train – 4:24 (Fred McDowell)
7. You Gotta Move – 5:30 (Gary Davis, Fred McDowell)
8. The Grind – 3:47 (Steven Tyler, Joe Perry, Marti Frederiksen)
9. I'm Ready – 4:15 (Willie Dixon)
10. Temperature – 2:52 (Joel Michael Cohen, Little Walter)
11. Stop Messin' Around – 4:32 (Clifford Adams, Peter Green)
12. Jesus Is on the Main Line – 2:50 (Tradizionale, arrangiato da Fred McDowell)

## Formazione
- Steven Tyler - voce, armonica, pianoforte in "Never Loved a Girl"
- Joe Perry - chitarra, cori, voce in "Back Back Train" e "Stop Messin 'Around"
- Brad Whitford - chitarra ritmica
- Tom Hamilton - basso
- Joey Kramer - batteria

Altri musicisti
- Tracy Bonham - voce in "Back Back Train" e "Jesus Is on the Main Line"
- Johnnie Johnson - pianoforte su "Shame, Shame, Shame" e "Temperature"
- The Memphis Horns - ottone su "Never Loved a Girl"
- Paul Santo - pianoforte, pianoforte elettrico, organo